# ديدان الفستق
مثيعبيات أو ديدان الفستق (بالإنجليزية: Sipuncula or peanut worms)‏ هي شعبة من الحيوانات تضم 144-320 نوع (إحصاءات مختلفة) من الديدان ثنائية التناظر وغير المعقلة.